# Oliver König
Oliver König (Praag, 18 maart 2002) is een Tsjechisch motorcoureur.

## Carrière
König debuteerde in 2011 in het motocross en in 2013 in het wegrace. Dat jaar werd hij kampioen in de Junior B-klasse van het MPČR minimoto-kampioenschap, en in 2014 werd hij zesde in de MMČR NSF 100 Cup. In 2015 en 2016 won hij twee achtereenvolgende titels in het Europese Stock 250-kampioenschap en de Moto3-klasse van de Alpe Adria. In 2016 en 2017 werd hij respectievelijk vierde en zesde in de Moto3-klasse van de Northern Europe Cup.
In 2019 debuteerde König in het Supersport 300 World Championship op een Kawasaki. Hij kwam enkel op Donington Park tot scoren met een zevende plaats in de race. Voorafgaand aan de laatste race van het seizoen stapte hij over naar een KTM. Met 9 punten eindigde hij op plaats 28 in het klassement. In 2020 begon hij het seizoen op een KTM, maar na twee raceweekenden stapte hij over naar een Kawasaki. Hij maakte het seizoen echter niet af vanwege een blessure. Een twaalfde plaats op het Autódromo Internacional do Algarve was zijn beste klassering en hij eindigde met 7 punten op plaats 31 in het kampioenschap.
In 2021 reed König het gehele seizoen in de Supersport 300 op een Kawasaki. Dat jaar behaalde hij in zijn thuisrace op het Autodrom Most zijn eerste podiumfinish. Met 64 punten werd hij elfde in de eindstand. Daarnaast debuteerde hij in de Supersport 300-klasse van het Italiaans kampioenschap wegrace op een Kawasaki, waarin hij enkel aan de eerste twee raceweekenden deelnam. Een tiende plaats op het Circuit Mugello was hierbij zijn beste klassering. Ook reed hij in de FIM Endurance World Cup op een Yamaha, waarin hij met Dominik Jůda en Filip Salač vijftiende werd. Aan het eind van het jaar debuteerde hij in het wereldkampioenschap superbike op een Kawasaki als vervanger van de geblesseerde Loris Cresson in de seizoensfinale in Mandalika. In de eerste race kwam hij niet aan de finish, terwijl hij de tweede race niet startte.